# Bible -milky blue-
『Bible -milky blue-』（バイブル -ミルキー ブルー-）は、松田聖子のベストアルバム。2023年10月25日、ソニー・ミュージックダイレクトより発売。

## 解説
松田聖子の秋冬曲を中心に、19曲を12インチアナログレコード盤2枚組で発売。完全生産限定盤。全曲デジタルリマスタリング音源。
また、同日に『Seiko Matsuda 40th Anniversary Bible -blooming pink-』と、『Bible -milky blue-』に数々のヒット曲を追加した3枚組CD『Bible -pink & blue- Special edition』も発売された。

## 収録曲

### Disc 1
【SIDE-A】
1. 野ばらのエチュード
  - 11枚目のシングル。
2. 蒼いフォトグラフ
  - 15枚目のシングル。
  - 『瞳はダイアモンド』と両A面シングル。
3. ピンクのモーツァルト
  - 18枚目のシングル。
4. とんがり屋根の花屋さん
  - 5枚目のベスト・アルバム『Seiko・Town』収録。
  - Bibleシリーズ初収録。
5. ガラスの林檎
  - 14枚目のシングル。
  - 『SWEET MEMORIES』と両A面シングル。

【SIDE-B】
1. 愛の神話
  - 3枚目のオリジナル・アルバム『Silhouette』収録。
  - Bibleシリーズ初収録。
2. 流星ナイト
  - 4枚目のオリジナル・アルバム『風立ちぬ』収録。
3. Star
  - 10枚目のオリジナル・アルバム『Windy Shadow』収録。
4. 風立ちぬ (duet version)
  - 大瀧詠一とのデュエット。
  - アナログ初収録。

### Disc 2
【SIDE-A】
1. ウィンター・ガーデン
  - 2枚目のオリジナル・アルバム『North Wind』収録。
  - Bibleシリーズ初収録。
2. 冬の妖精
  - 4枚目のオリジナル・アルバム『風立ちぬ』収録。
  - Bibleシリーズ初収録。
3. LET'S BOYHUNT
  - 8枚目のオリジナル・アルバム『Canary』収録。
4. 凍った息
  - 24枚目のシングル『Pearl-White Eve』のB面。
5. 雪のファンタジー
  - 9枚目のベスト・アルバム『Snow Garden』収録。
  - Bibleシリーズ初収録。

【SIDE-B】
1. 少しずつ春
  - 4枚目のシングル『チェリーブラッサム』のB面。
2. 恋人がサンタクロース
  - 松任谷由実の楽曲のカバー。
  - 松田の最初のアルバム収録は、『金色のリボン』。
  - Bibleシリーズ初収録。
3. 妖精たちのTea Party
  - 9枚目のベスト・アルバム『Snow Garden』収録。
  - Bibleシリーズ初収録。
4. We Are Love
  - 31枚目のシングル。
  - アナログ初収録。
5. Twinkle Star, Shining Star
  - 21枚目のオリジナル・アルバム『Sweet Memories'93』に収録。
  - アナログ初収録。
  - Bibleシリーズ初収録。